# Comuna Babîcivka, Hlobîne
Babîcivka (în ucraineană Бабичівка) este o comună în raionul Hlobîne, regiunea Poltava, Ucraina, formată din satele Babîcivka (reședința), Naberejne, Novobudova și Ustîmivka.

## Demografie
Componența lingvistică a comunei Babîcivka
     Ucraineană (94,67%)
     Rusă (4,32%)
     Alte limbi (0,64%)
Conform recensământului din 2001, majoritatea populației comunei Babîcivka era vorbitoare de ucraineană (94,67%), existând în minoritate și vorbitori de rusă (4,32%).